# Guineai-öböl
A Guineai-öböl az Atlanti-óceán azon része, ahol a Nyugat-Afrika déli partjának nyugat–kelet irányú, kevéssé tagolt partvonala délnek kanyarodik. A szó szigorúan vett földrajzi értelmében nem is öböl, mert nincs „szája”, azaz olyan szűkülete, ahol a part(fok) védené az öböl belső részét a széltől és a hullámoktól.
Két, egyenként is nagy, széles szájú beöblösödése:
- északnak a Benin-öböl — ennek középvonalában húzódik Kamerun és Nigéria határa,
- északkeletnek a Biafra-öböl (Bonny-öböl) — ennek középvonalában húzódik a Kamerun-vonal.

A két öblöt a Niger deltája választja el egymástól.
Itt metszi az Egyenlítő a greenwichi délkört.

## Nevének eredete
Nevét Afrika partjainak korábbi nevéből kapta: Nyugat-Afrika déli partvidéke Felső-Guinea, Dél-Afrika nyugati partja pedig Alsó-Guinea néven volt ismert. A nevet ma is őrzi három itteni ország neve: Guinea, Bissau-Guinea és Egyenlítői-Guinea.

## Folyói
Az öbölbe folyik többek között a Volta és a Niger. A Niger által lerakott szerves üledékből az évmilliók során kőolaj képződött.
Doualától délre torkollik az óceánba a Sanaga.

## Szigetei
Fontosabb szigetei:
- Bioko (korábban: Fernando Poó),

- Príncipe,
- São Tomé,

- Annobón (újabban: Pagalú)

a Kamerun-vonal kialudt tűzhányóinak csúcsai.

## Kikötői
Legnagyobb kameruni kikötője a Biafra-öböl partján fekvő Douala; medencéjének vízmélysége 7–8 m. Konténerrészlege az 1970-es évek végén épült.
Említendő még:
- Tiko a Benin-öböl és a Biafra-öböl között, 6–7 m vízmélységgel,
- Victoria kőolajkikötő Tikótól 20 km-re, 9–17 m vízmélységgel.
- Kribi (délen).[2]